# Anthony Bender
Anthony Wayne Bender (Petaluma, California, 3 de febrero de 1995), más conocido como Anthony Bender, es un jugador profesional estadounidense de béisbol que se desempeña en la posición de lanzador en Miami Marlins, equipo de las Grandes Ligas de Béisbol (MLB).

## Carrera
En 2021, Bender hizo su debut en la MLB con el equipo Miami Marlins, donde lleva jugando tres temporadas.